# Соколувек (Цехановський повіт)
Соколувек (пол. Sokołówek) — село в Польщі, у гміні Цеханув Цехановського повіту Мазовецького воєводства.
У 1975-1998 роках село належало до Цехановського воєводства.